# 佐藤宏尚
佐藤 宏尚（さとう ひろたか、1972年（昭和47年）- ）は、日本の建築家。一級建築士。佐藤宏尚建築デザイン事務所代表。

## 経歴
- 1972年　兵庫県加古川市に生まれる
- 1996年　東京大学工学部建築学科卒業
- 1998年　東京大学大学院修士課程修了
- 1998年　プランテック総合計画事務所入社
- 2001年　佐藤宏尚建築デザイン事務所設立
- 2014年　慶応義塾大学大学院非常勤講師
- 2016年　東京大学特別講師

## 受賞
- 2003年（平成15年） - 木の国日本の家デザインコンペ 入賞（ルーバーの別荘）
- 2004年（平成16年） - 住宅建築賞 （ルーバーの別荘）
- 2005年（平成17年） - 2005年度グッドデザイン賞（DeuxFle自由が丘）
- 2006年（平成18年） - JCDデザインアワード2006入選（SUAVE HAIR）・2006年度グッドデザイン賞（ MD50 ＷＯΦＯＤ）
- 2008年（平成20年） - D&AD Award 2008（イギリス） Yellow Pencil 金賞（平山電気商会）
- 2009年（平成21年） - JCDデザインアワード2009 入選（Tokyo Great Visual）・日本建築家協会　優秀建築選2009（平山電気商会）
- 2010年（平成22年） - ContractWorld.award 2010（ドイツ） 新人賞（Tokyo Great Visual）・日本建築学会　北陸建築文化賞2009（平山電気商会）
- 2011年（平成23年） - NISCイソバンドデザインコンテスト 審査委員賞（EX）
- 2012年（平成24年） - 2012年度グッドデザイン賞（DEUXFLE b.a.s.e 南麻布）
- 2013年（平成25年） - 全国住宅産業協会 第3回優良事業表彰優良事業賞（DEUXFLE b.a.s.e 南麻布）・第20回 空間デザイン・コンペティション入選（TAILOR MADE）
- 2014年（平成26年） - Design for Asia Awards メリット賞（空からのメッセージ）
- 2015年（平成15年） -  全国住宅産業協会 第5回優良事業表彰優良事業賞（デュフレベース成城）・2015年度グッドデザイン賞（デュフレベース成城）・第22回 空間デザイン・コンペティション入選（三田綱町パークマンション・リノベーション）・東京ビジネスデザインアワード2015 テーマ賞（カシメる技術を活用したアルミ集成材の提案）